# Arbon (Thurgovie)
Pour les articles homonymes, voir Arbon.
Arbon est une ville de Suisse du canton de Thurgovie et le chef-lieu du district d'Arbon. Par sa population, elle est la troisième ville du canton après Frauenfeld et Kreuzlingen. La ville se trouve sur la rive sud du Lac de Constance. D'origine romaine (Arbor Felix), Arbon s'est transformé en ville (marché) au Moyen Âge et en ville industrielle au XIXe siècle. Aujourd'hui le développement du tourisme estival (activités aquatiques) donne un aspect nouveau à la ville.

## Géographie
Selon l'Office fédéral de la statistique, Arbon mesure 5,94 km2.
La ville est située sur une langue de terre qui s’avance sur le lac de Constance.

## Démographie
Selon l'Office fédéral de la statistique, Arbon compte 15 853 habitants fin 2023. Sa densité de population atteint 2669 hab./km2.

## Histoire
Des palafittes du début de l'âge du bronze dans la région de la Bleiche indiquent que la zone était peuplée depuis le néolithique.

Photo aérienne prise à 250 m par Walter Mittelholzer (1925).

L'origine d'Arbon remonte à l'époque romaine : au début du IVe siècle, les Romains construisirent sur l'emplacement actuel de l'église et du château une place forte qu'ils appelèrent Arbor Félix. La ville elle-même est fondée au XIIIe siècle par Eberhard von Waldenburg, évêque de Constance.
Au XVIIIe siècle, la ville se développe grâce au commerce du lin. Elle devient un centre d'impression sur tissu de coton. Créée en 1854, l’entreprise Saurer contribue fortement à l'industrialisation de la petite ville. Elle y a fabriquera des camions civils jusqu’en 1983 et des camions militaires jusqu’en 1986.
En 1998, Arbon fusionne avec la commune voisine de Frasnacht.

## Économie
- Arbonia Forster, équipements pour le bâtiment Site de l’entreprise
- Saurer, fabrique de machines textiles et de systèmes de transmission pour véhicules Site de l’entreprise
- Hügli Nährmittel, entreprise agro-alimentaire Site de l’entreprise
- Tourisme estival (activités aquatiques)
- Cidrerie Möhl[3].

## Culture et patrimoine

### Héraldique
| Blason | Blasonnement : D'argent au chêne de gueules feuillé de sinople portant un nid du premier avec un oiseau de sable et ses petits sur une terrasse du deuxième. |

### Monuments et curiosités
- Musée Oldtimer Saurer
- L'ancienne enceinte du castel ainsi que ses tours semi-circulaires sont conservées dans les défenses du château. Sur les bases du mur du castel et de la tour sud-est se trouve la chapelle Saint-Gall, probablement fondée au VIIe s. À gauche de l'entrée, une pierre serait marquée de l'empreinte du pied de saint Gall qui atteignit le rivage en ce lieu en 612. La nef de la chapelle est de style roman, l'abside polygonale date de 1768. À l'intérieur se trouvent les vestiges de fresques du XIVe s. dans le style de l'école de Constance.
- L'église Saint-Martin, avec une nef de 1786-89, un chœur de 1490, et une structure du clocher de 1457, remplace une basilique romane. La partie supérieure de l'édifice date de 1895 et est en style gothique Tudor. À l'intérieur se trouve une Vierge du bas gothique.
- Le donjon du château date du milieu du XIIIe siècle. Les ailes d'habitation ont été construites en 1515 et sa partie supérieure date de 1520. Les entrées sont surélevées côté ville et côté est. Il est aujourd'hui le centre culturel d'Arbon et abrite le Musée d'histoire locale.
- La maison de paroisse catholique, jadis Maison Rouge, a été construite en 1704 puis remaniée en 1783 dans le style rococo tardif.
- Dans l'ancienne ville à l'ouest du château se trouve l'Hôtel de Ville dont le bâtiment était à l'origine une métairie franche. L'actuelle maison à colombages remonte à 1791.
- La Stadthaus sur la Hauptstrasse est l'ancienne résidence d'un fabricant de toile. Remaniée en 1768-69 pour l'industriel Alberti, elle fut transformée en maison municipale en 1941 par Oskar Linner[5].

### Personnalités
- Jakob Kellenberger, diplomate
- Rolf Jaermann, coureur cycliste professionnel
- Jacob Hermann Obereit (de), écrivain
- Adolph Saurer, industriel
- Heinrich Steinbeck (de), compositeur et chef d'orchestre
- Hubert Seiz, coureur cycliste

## Transports
- Ligne ferroviaire CFF Schaffhouse – Rorschach
- Lignes de bus pour Saint-Gall et pour Amriswil
- Autoroute A1.1, sortie Arbon